# J. K. Simmons
Jonathan Kimble „J. K.” Simmons (Detroit, Michigan, 1955. január 9. –) Oscar- és Golden Globe-díjas amerikai színész, szinkronszínész.
A televízió képernyőjéről Dr. Emil Skoda szerepében ismert az NBC Esküdt ellenségek című sorozatából. A HBO Oz című sorozatában a neonáci Vernon Schillingert, míg a TNT A főnök című bűnügyi sorozatában Will Pope rendőrfőnököt játszotta. Filmes szerepei közül emlékezetesebb volt J. Jonah Jameson alakja Sam Raimi Pókember-trilógiájában (2002 és 2007 között) és a Pókember: Idegenben (2019) című folytatásban, illetve Terence Fletcher zenetanárként a 2014-es Whiplashben. 2017-ben James Gordon felügyelőt játszotta Zack Snyder Az Igazság Ligája című szuperhősfilmjében és annak rendezői változatában.
Szinkronszínészként a hangját animációs filmekben és videójátékokban is kölcsönözte: közéjük tartozik a Portal 2 (2011) című játék, továbbá a Korra legendája (2012) és a Rejtélyek városkája című animációs sorozatok és a Kung Fu Panda 3., a Zootropolis – Állati nagy balhé, valamint a Rock csont című 2016-os filmek. J. Jonah Jamesont a Pókember-filmek mellett számos Marvel animációs sorozatban és videójátékban is életre keltette. A színész a nagy népszerűségnek örvendő Farmers Insurance televíziós reklámokból is közismert.
A Whiplash című filmben nyújtott alakításával széleskörű kritikai elismerést szerzett és több mint harminc filmes díjra jelölték. A szerep többek között egy Oscart, egy Golden Globe-díjat és egy BAFTA-díjat hozott számára.

## Pályafutása
Az Esküdt ellenségek, az Esküdt ellenségek: Bűnös szándék, az Esküdt ellenségek: Különleges ügyosztály és a New York Undercover című bűnügyi sorozatokban Dr. Emil Skoda rendőrségi pszichiátert formálta meg (érdekesség, hogy korábban a Gyilkos utcák egyik epizódjában, mely crossover volt az Esküdt ellenségekkel, Simmons epizódszerepben egy bűnözőt alakít). Az Oz című drámasorozatban a szadista neonáci fegyencet, Vernon Schillingert játszotta. A A Nascar az életem: Dale Earnhardt története című 2004-es tévéfilmben a címszereplő apjaként tűnik fel, míg A főnök című sorozatban Will Pope-nak, a Los Angeles-i rendőrség helyettes rendőrfőnökének a szerepét osztották rá. Egyéb sorozatai közé tartozik a Nevelésből elégséges, az Az ítélet: család és a Pete és kis Pete.
Több olyan filmben szerepet kapott, melyben barátja, Jason Reitman rendezői vagy produceri teendőket látott el: ide sorolható a Köszönjük, hogy rágyújtott! (2005), a Juno (2007) – melyben a címszereplő apjaként tűnik fel és a kritikusok méltatták színészi játékát –, az Egek ura (2009) és az Ördög bújt beléd (2009). A 2013-as Nyárutóban Reitman szintén egy kisebb szerepet adott neki. Simmons Sam Raimi Pókember-filmjeiben J. Jonah Jamesont, a Hírharsona főszerkesztőjét formálta meg a filmvásznon.
A 2014-es Whiplash című filmdrámában Terence Fletcher, a tanítványaival szemben különösen nagy követelményeket támasztó és egyik diákjával, Andrew Neimannal (Miles Teller) basáskodó karmester szerepében hatalmas kritikai sikert ért el. Díjazás tekintetében egyéb díjak mellett elnyerte a legjobb férfi mellékszereplőnek járó Oscar-, Golden Globe- és Screen Actors Guild-díjat is.

## Magánélete
Simmons 1996-ban vette feleségül Michelle Schumacher filmrendezőt. Két gyermekük van; lányuk, Olivia a The Only Good Indian (2009) és a Nem vagyok itt (2017) című filmekben szerepelt, míg fiuk, Joe alkalmi szerepléseket vállalt alacsony költségvetésű filmekben. Simmons egy interjúban kijelentette, hogy ösztönözte a színészet iránti érdeklődésüket.
Simmons lelkes rajongója a Detroit Tigersnek. A nyitónapon ő dobta az első ünnepélyes dobást a Tigersnek 2015. április 6-án, valamint ő játszotta a Tigers menedzserét A pálya csúcsán (1999) című filmben. Az Ohio State Buckeyes rajongója is, mivel Ohióban töltötte a gyermekéveit.
A Phi Mu Alpha Sinfonia nevű férfi zenészszövetség tagja, 1975-ben avatták be a Montanai Egyetemre.
A 2018-as Mardi Gras idején a Krewe of Bacchus Bacchus királyává nevezte ki.

## Filmográfia

### Film
| Év   | Magyar cím                                     | Eredeti cím                                                 | Szerep                                                     | Magyar hang      |
| ---- | ---------------------------------------------- | ----------------------------------------------------------- | ---------------------------------------------------------- | ---------------- |
| 1994 | Egy híján túsz                                 | The Ref                                                     | Siskel                                                     | Csuha Lajos      |
| 1994 | Az emberkereskedő                              | The Scout                                                   | segédedző                                                  |                  |
| 1996 | Elvált nők klubja                              | The First Wives Club                                        | Federal Marshal                                            |                  |
| 1996 | Halálos terápia                                | Extreme Measures                                            | Dr. Mingus                                                 | Várkonyi András  |
| 1997 | Közbejött a szerelem                           | Love Walked In                                              | Mr. Shulman                                                |                  |
| 1997 |                                                | Crossing Fields                                             | fickó                                                      |                  |
| 1997 | A Sakál                                        | The Jackal                                                  | Timothy I. Witherspoon FBi-ügynök                          | Barbinek Péter   |
| 1997 | A Sakál                                        | The Jackal                                                  | Timothy I. Witherspoon FBi-ügynök                          | Pálfai Péter     |
| 1997 | Anasztázia                                     | Anastasia                                                   | egyéb hangok                                               |                  |
| 1998 | Sztárral szemben                               | Celebrity                                                   | szuvenírárus                                               |                  |
| 1998 |                                                | Above Freezing                                              | Hoyd                                                       |                  |
| 1999 |                                                | Hit and Runway                                              | Ray Tilman                                                 |                  |
| 1999 | Árvák hercege                                  | The Cider House Rules                                       | Ray Kendall                                                |                  |
| 1999 | A pálya csúcsán                                | For Love of the Game                                        | Frank Perry                                                | Bácskai János    |
| 2000 | Ősz New Yorkban                                | Autumn in New York                                          | Dr. Tom Grandy                                             | Bácskai János    |
| 2000 | Rossz álmok                                    | The Gift                                                    | Pearl Johnson seriff                                       | Izsóf Vilmos     |
| 2001 | A mexikói                                      | The Mexican                                                 | Ted Slocum                                                 | Rosta Sándor     |
| 2002 | Pókember                                       | Spider-Man                                                  | J. Jonah Jameson                                           | Helyey László    |
| 2003 |                                                | Off the Map                                                 | George                                                     |                  |
| 2004 | Hidalgo – A tűz óceánja                        | Hidalgo                                                     | Buffalo Bill Cody                                          | Orosz István     |
| 2004 | Betörő az albérlőm                             | The Ladykillers                                             | Garth Pancake                                              | Áron László      |
| 2004 | Pókember 2.                                    | Spider-Man 2                                                | J. Jonah Jameson                                           | Helyey László    |
| 2005 | Köszönjük, hogy rágyújtott!                    | Thank You for Smoking                                       | B. R.                                                      | Bácskai János    |
| 2005 | Pom Poko – A tanukik birodalma                 | Pom Poko (angol hangja)                                     | Seizaemon                                                  | Hollósi Frigyes  |
| 2005 | Nehéz idők                                     | Harsh Times                                                 | Richards ügynök                                            | Forgács Gábor    |
| 2006 | A jóslat                                       | First Snow                                                  | Vacaro                                                     | Koroknay Géza    |
| 2006 | Családi űrutazás                               | The Astronaut Farmer                                        | Jacobson                                                   | Varga T. József  |
| 2007 | Pókember 3.                                    | Spider-Man 3                                                | J. Jonah Jameson                                           | Helyey László    |
| 2007 | Postal                                         | Postal                                                      | Welles jelölt                                              |                  |
| 2007 | Juno                                           | Juno                                                        | Mac MacGuff                                                | Barbinek Péter   |
| 2007 | Kiadatás                                       | Rendition                                                   | Lee Mayer                                                  | Barbinek Péter   |
| 2008 | Égető bizonyíték                               | Burn After Reading                                          | CIA főnök                                                  | Helyey László    |
| 2009 | Alattomos érzelmek                             | The Vicious Kind                                            | Donald Sinclaire                                           | Varga T. József  |
| 2009 | Miért éppen Minnesota?                         | New in Town                                                 | Stu Kopenhafer                                             | Barbinek Péter   |
| 2009 | Árulás és megtorlás                            | The Way of War                                              | Mitchell őrmester                                          | Varga T. József  |
| 2009 | Vörös homok                                    | Red Sands                                                   | Arson alezredes                                            | Borbiczki Ferenc |
| 2009 | Spancserek                                     | I Love You, Man                                             | Oswald Klaven                                              | Szombathy Gyula  |
| 2009 | Ufók a padláson                                | Aliens in the Attic                                         | Skip (hangja)                                              | Varga Gábor      |
| 2009 | Diploma után                                   | Post Grad                                                   | Roy Davies                                                 | Kajtár Róbert    |
| 2009 | Kivonat                                        | Extract                                                     | Brian                                                      | Koroknay Géza    |
| 2009 | Egek ura                                       | Up in the Air                                               | Bob                                                        | Forgács Gábor    |
| 2009 | Ördög bújt beléd                               | Jennifer's Body                                             | Mr. Wroblewski                                             | Orosz István     |
| 2010 | Kívülről őrült                                 | Crazy on the Outside                                        | Ed                                                         | Németh Gábor     |
| 2010 | Láthatatlan jel                                | An Invisible Sign                                           | Mr. Jones                                                  | Csuha Lajos      |
| 2010 |                                                | A Beginner's Guide to Endings                               | Pal nagybácsi                                              |                  |
| 2010 | Megaagy                                        | Megamind                                                    | börtönigazgató (hangja)                                    | Barbinek Péter   |
| 2010 | Kutyák és macskák: A rusnya macska bosszúja    | Cats & Dogs: The Revenge of Kitty Galore                    | Gruff K-9 (hangja)                                         | Németh Gábor     |
| 2010 | A félszemű                                     | True Grit                                                   | J. Noble Daggett ügyvéd (hangja) (stáblistán nem szerepel) | Orosz István     |
| 2011 | A zene tovább szól                             | The Music Never Stopped                                     | Henry Sawyer                                               |                  |
| 2011 | A jó orvos                                     | The Good Doctor                                             | Krauss nyomozó                                             | Barbinek Péter   |
| 2011 | Pszichoszingli                                 | Young Adult                                                 | Mavis kiadója (hangja) (stáblistán nem szerepel)           | Sarádi Zsolt     |
| 2012 | Lopott szavak                                  | The Words                                                   | Mr. Jansen                                                 | Barbinek Péter   |
| 2012 | Csempészek                                     | Contraband                                                  | Redmond Camp százados                                      | Papp János       |
| 2013 |                                                | 3 Geezers!                                                  | J Kimball                                                  |                  |
| 2013 | Jobs – Gondolkozz másképp                      | Jobs                                                        | Arthur Rock                                                | Forgács Gábor    |
| 2013 | Nyárutó                                        | Labor Day                                                   | Mr. Jervis                                                 | Csuha Lajos      |
| 2013 | Sötét égboltok                                 | Dark Skies                                                  | Edwin Pollard                                              |                  |
| 2014 | Whiplash                                       | Whiplash                                                    | Terence Fletcher                                           | Barbinek Péter   |
| 2014 |                                                | Barefoot                                                    | Dr. Bertleman                                              |                  |
| 2014 |                                                | Break Point                                                 | Jack                                                       |                  |
| 2014 |                                                | The Boxcar Children                                         | Dr. Moore (hangja)                                         |                  |
| 2014 | Rekviem egy macskáért                          | Murder of a Cat                                             | Hoyle seriff                                               | Barbinek Péter   |
| 2014 | Hogyan írjunk szerelmet                        | The Rewrite                                                 | Dr. Lerner                                                 | Barbinek Péter   |
| 2014 | Férfiak, nők és gyerekek                       | Men, Women & Children                                       | Mr. Doss                                                   | Barbinek Péter   |
| 2014 |                                                | Ava & Lala                                                  | Tigris tábornok (hangja)                                   |                  |
| 2015 | April és az ál-világ                           | April and the Extraordinary World                           | Rodrigue                                                   |                  |
| 2015 | Terminátor: Genisys                            | Terminator Genisys                                          | O'Brien nyomozó                                            | Barbinek Péter   |
| 2015 | The Meddler                                    | The Meddler                                                 | Randall Zipper                                             | Jakab Csaba      |
| 2015 | Határtalan szerelem                            | Worlds Apart                                                | Sebastian                                                  |                  |
| 2016 | Kung Fu Panda 3.                               | Kung Fu Panda 3                                             | Kai tábornok (hangja)                                      | Barbinek Péter   |
| 2016 | Zootropolis – Állati nagy balhé                | Zootopia                                                    | Oroszlánszív polgármester (hangja)                         | Csernák János    |
| 2016 | Ki nevet a végén                               | Punching Henry                                              | Jay Warren                                                 |                  |
| 2016 | Rock csont                                     | Rock Dog                                                    | Khampa (hangja)                                            | Törköly Levente  |
| 2016 | Kaliforniai álom                               | La La Land                                                  | Bill                                                       | Forgács Gábor    |
| 2016 |                                                | The Late Bloomer                                            | James Newmans                                              |                  |
| 2016 | A könyvelő                                     | The Accountant                                              | Ray King                                                   | Gáspár Sándor    |
| 2016 | A hazafiak napja                               | Patriots Day                                                | Jeffrey Pugliese őrmester                                  | Barbinek Péter   |
| 2017 | Éjjeli hajsza                                  | All Nighter                                                 | Mr. Gallo                                                  | Barbinek Péter   |
| 2017 | Agglegények                                    | The Bachelors                                               | Bill Ponder                                                | Varga T. József  |
| 2017 | Renegátok                                      | Renegades                                                   | Bill Palet                                                 | Barbinek Péter   |
| 2017 | Nem vagyok itt                                 | I'm Not Here                                                | Steve                                                      | Nem szólal meg   |
| 2017 | Hóember                                        | The Snowman                                                 | Arve Støp                                                  | Kőszegi Ákos     |
| 2017 | Az Igazság Ligája                              | Justice League                                              | James Gordon felügyelő                                     | Barbinek Péter   |
| 2017 | Apavadászat                                    | Father Figures                                              | Ronald Hunt                                                | Barbinek Péter   |
| 2018 | A fiú, akit Vitorlásnak hívnak                 | A Boy Called Sailboat                                       | Ernest                                                     | Forgács Gábor    |
| 2018 | Így ne legyél elnök                            | The Front Runner                                            | Bill Dixon                                                 | Barbinek Péter   |
| 2019 |                                                | 3 Days with Dad                                             | Joey                                                       |                  |
| 2019 | Pókember: Idegenben                            | Spider-Man: Far From Home                                   | J. Jonah Jameson                                           | Reviczky Gábor   |
| 2019 | Klaus – A karácsony titkos története           | Klaus                                                       | Klaus (hangja)                                             | Barbinek Péter   |
| 2019 | 21 híd                                         | 21 Bridges                                                  | Matt McKenna százados                                      | Barbinek Péter   |
| 2020 | Palm Springs                                   | Palm Springs                                                | Roy                                                        | Barbinek Péter   |
| 2021 | A holnap háborúja                              | The Tomorrow War                                            | Slade Forester                                             | Barbinek Péter   |
| 2021 |                                                | Ride the Eagle                                              | Carl                                                       |                  |
| 2021 | Venom 2. – Vérontó                             | Venom: Let There Be Carnage                                 | J. Jonah Jameson (cameo)                                   | Reviczky Gábor   |
| 2021 | A rettenthetetlen Fóka csapat                  | Seal Team                                                   | Claggart (hangja)                                          | Schneider Zoltán |
| 2021 | Szellemirtók – Az örökség                      | Ghostbusters: Afterlife                                     | Ivo Shandor (cameo)                                        | Csuha Lajos      |
| 2021 | Az élet Ricardóéknál                           | Being the Ricardos                                          | William Frawley                                            | Barbinek Péter   |
| 2021 |                                                | National Champions                                          | James Lazor edző                                           |                  |
| 2021 | Zack Snyder: Az Igazság Ligája                 | Zack Snyder's Justice League                                | James Gordon felügyelő                                     | Barbinek Péter   |
| 2021 | Pókember: Nincs hazaút                         | Spider-Man: No Way Home                                     | J. Jonah Jameson                                           | Reviczky Gábor   |
| 2022 | Morbius                                        | Morbius                                                     | J. Jonah Jameson (törölt jelenet)                          | Nem szólal meg   |
| 2022 | Marmaduke                                      | Marmaduke                                                   | Zeus (hangja)                                              | Barbinek Péter   |
| 2022 | Chip és Dale: A Csipet Csapat                  | Chip 'n Dale: Rescue Rangers                                | Gyurmi kapitány (hangja)                                   | Borbiczki Ferenc |
| 2022 |                                                | Glorious                                                    | Ghatanothoa                                                |                  |
| 2023 | Pókember: A pókverzumon át                     | Spider-Man: Across the Spider-Verse                         | J. Jonah Jameson (hangja)                                  | Csuha Lajos      |
| 2023 | Állati iramban                                 | Rally Road Racers                                           | Muki (hangja)                                              | Barbinek Péter   |
| 2023 | The Venture Bros: Páviánszívben vad vér pezseg | The Venture Bros.: Radiant Is the Blood of the Baboon Heart | JBen (hangja)                                              |                  |
| 2023 |                                                | Little Brother                                              | Warren Duffy                                               |                  |
| 2023 |                                                | One Day as a Lion                                           | Walter Boggs                                               |                  |
| 2024 | Nem futhatsz örökké                            | You Can't Run Forever                                       | Wade                                                       | Barbinek Péter   |
| 2024 | A szervezet                                    | The Union                                                   | Tom Brennan                                                | Barbinek Péter   |
| 2024 | Saturday Night: A kezdetek                     | Saturday Night                                              | Milton Berle                                               | Katona Zoltán    |
| 2024 | A hullahó-akció                                | Red One                                                     | Télapó                                                     | Barbinek Péter   |
| 2024 | Kettes számú esküdt                            | Juror #2                                                    | Harold                                                     | Barbinek Péter   |
| 2025 | A könyvelő 2.                                  | The Accountant 2                                            | Ray King                                                   | Gáspár Sándor    |

Rövid- és dokumentumfilmek
- Rövidfilm
  - I Lost My M in Vegas (1999) – Yellow (hangja)
  - Disposal (2003) – idősebb vadász
  - Blackstone (2011) – Burke nyomozó
  - Whiplash (2013) – Terence Fletcher
  - The Heeler (2013) – Roscoe
  - The Magic Bracelet (2013) – Sámán
  - The Black Ghiandola (2017) – Jacob apja

- Dokumentumfilm
  - 4192: The Crowning of the Hit King (2010) – narrátor

### Televízió
| Év        | Magyar cím                                       | Eredeti cím                                | Szerep                                  | Megjegyzések                                                             |
| --------- | ------------------------------------------------ | ------------------------------------------ | --------------------------------------- | ------------------------------------------------------------------------ |
| 1986      | Popeye Doyle: A francia kapcsolat 3.             | Popeye Doyle                               | járőr a parkban                         | tévéfilm                                                                 |
| 1987      |                                                  | All My Children                            | őrmester                                | 1 epizód                                                                 |
| 1994–2010 | Esküdt ellenségek                                | Law & Order                                | Jerry Luppin                            | 1 epizód (1994)                                                          |
| 1994–2010 | Esküdt ellenségek                                | Law & Order                                | Dr. Emil Skoda                          | 44 epizód (1997–2010)                                                    |
| 1995      |                                                  | New York News                              | ismeretlen szerep                       | 1 epizód                                                                 |
| 1995      | Pete és kis Pete                                 | The Adventures of Pete & Pete              | Dan borbély                             | 1 epizód                                                                 |
| 1996      | Gyilkos utcák                                    | Homicide: Life on the Street               | Alexander Rausch ezredes                | 1 epizód                                                                 |
| 1996      |                                                  | Swift Justice                              | Mel Turman                              | 1 epizód                                                                 |
| 1996–1998 | Veszélyes küldetés                               | New York Undercover                        | Treadway őrmester / Dr. Emil Skoda      | 2 epizód                                                                 |
| 1997      |                                                  | Face Down                                  | Herb Aames                              | tévéfilm                                                                 |
| 1997      | Kerge város                                      | Spin City                                  | Kevin Travis                            | 1 epizód                                                                 |
| 1997–2003 | Oz                                               | Oz                                         | Vern Schillinger                        | 56 epizód                                                                |
| 1998      |                                                  | Remember WENN                              | Amazon kapitány                         | 1 epizód                                                                 |
| 1999–2015 | Saturday Night Live                              | Saturday Night Live                        | Vern Schillinger / önmaga (házigazda)   | 2 epizód                                                                 |
| 2000      | Harmadik műszak                                  | Third Watch                                | Frank Hagonon                           | 1 epizód                                                                 |
| 2000–2001 | Esküdt ellenségek: Különleges ügyosztály         | Law & Order: Special Victims Unit          | Dr. Emil Skoda                          | 6 epizód                                                                 |
| 2002      | Esküdt ellenségek: Bűnös szándék                 | Law & Order: Criminal Intent               | Dr. Emil Skoda                          | 1 epizód                                                                 |
| 2002      | Háború a háborúról                               | Path to War                                | CIA eligazító                           | tévéfilm                                                                 |
| 2002      |                                                  | Homeward Bound                             | Jim Ashton                              | tévéfilm                                                                 |
| 2003      | John Doe – A múlt nélküli ember                  | John Doe                                   | Lucas Doya                              | 1 epizód                                                                 |
| 2003      | Everwood                                         | Everwood                                   | Phil Drebbles                           | 1 epizód                                                                 |
| 2004      | A Nascar az életem: Dale Earnhardt története     | 3: The Dale Earnhardt Story                | Ralph Earnhardt                         | tévéfilm                                                                 |
| 2004      | Vészhelyzet                                      | ER                                         | Gus Loomer                              | 1 epizód                                                                 |
| 2004      |                                                  | The D.A.                                   | Joe Carter helyettes államügyész        | 2 epizód                                                                 |
| 2004      | Nyomtalanul                                      | Without a Trace                            | Mark Wilson                             | 1 epizód                                                                 |
| 2004      |                                                  | The Jury                                   | Ron Stalsukilis                         | 1 epizód                                                                 |
| 2004      | Kés/Alatt                                        | Nip/Tuck                                   | Ike Connors                             | 1 epizód                                                                 |
| 2004–2006 | Az igazság ligája                                | Justice League                             | Wade Eiling tábornok / Mantis (hangja)  | 5 epizód                                                                 |
| 2005      | Az ítélet: család                                | Arrested Development                       | Anderson tábornok                       | 1 epizód                                                                 |
| 2005      | Jack és Bobby                                    | Jack & Bobby                               | Cyrus Miller                            | 1 epizód                                                                 |
| 2005      | Gyilkos számok                                   | Numb3rs                                    | Dr. Clarence Weaver                     | 1 epizód                                                                 |
| 2005–2012 | A főnök                                          | The Closer                                 | Will Pope rendőrfőnök                   | - főszereplő - magyar hangja:[forrás?] - Varga T. József                 |
| 2006      | Az elnök emberei                                 | The West Wing                              | Harry Ravitch                           | 1 epizód                                                                 |
| 2006–2019 | A Simpson család                                 | The Simpsons                               | több szereplő hangja                    | 5 epizód                                                                 |
| 2007      | Wounded Knee-nél temessétek el a szívem          | Bury My Heart at Wounded Knee              | James McLaughlin                        | tévéfilm                                                                 |
| 2007      | Bírósági mesék                                   | Queens Supreme                             | Ernest Fingerman                        | 1 epizód                                                                 |
| 2007      | Kim Possible                                     | Kim Possible                               | Martin Smarty (hangja)                  | 3 epizód                                                                 |
| 2007–2019 | Amerikai fater                                   | American Dad!                              | több szereplő hangja                    | 5 epizód                                                                 |
| 2008      | Ben 10 és az idegen erők                         | Ben 10: Alien Force                        | Magister Ghilhil (hangja)               | 1 epizód                                                                 |
| 2008–2014 | Phineas és Ferb                                  | Phineas and Ferb                           | több szereplő hangja                    | 3 epizód                                                                 |
| 2009–2010 | Nyomi szerencsétlen utazásai                     | The Marvelous Misadventures of Flapjack    | Poseidon (hangja)                       | 4 epizód                                                                 |
| 2009–2010 | Partiszerviz színészmódra                        | Party Down                                 | Leonard Stiltskin                       | 2 epizód                                                                 |
| 2010      | Az élet és Tim                                   | The Life & Times of Tim                    | O'Flaherty Sr. (hangja)                 | 1 epizód                                                                 |
| 2010      | Batman: A bátor és a vakmerő                     | Batman: The Brave and the Bold             | Rock hadnagy / Mr. Withers (hangja)     | 1 epizód                                                                 |
| 2010      | Ben 10: Ultimate Alien                           | Ben 10: Ultimate Alien                     | Magister Ghilhil (hangja)               | 1 epizód                                                                 |
| 2010–2013 | Generátor Rex                                    | Generator Rex                              | White Knight / egyéb szereplők (hangja) | - 34 epizód - magyar hangja:[forrás?] - Melis Gábor                      |
| 2011      |                                                  | Desert Car Kings                           | narrátor                                | 10 epizód                                                                |
| 2011      | Nevelésből elégséges                             | Raising Hope                               | Bruce Chance                            | 1 epizód                                                                 |
| 2011      | NTSF:SD:SUV::                                    | NTSF:SD:SUV::                              | Frank Forrest                           | 1 epizód                                                                 |
| 2011–2013 | Pound Puppies: Kutyakölyköt minden kiskölyöknek! | Pound Puppies                              | Rock hadnagy / Mr. Withers (hangja)     | 2 epizód                                                                 |
| 2011–2018 | Robotcsirke                                      | Robot Chicken                              | több szereplő hangja                    | 3 epizód                                                                 |
| 2012      |                                                  | Best Friends Forever                       | Don                                     | 1 epizód                                                                 |
| 2012      | A Föld legnagyobb hősei                          | The Avengers: Earth's Mightiest Heroes     | J. Jonah Jameson (hangja)               | 1 epizód                                                                 |
| 2012      |                                                  | The Venture Bros.                          | Ben (hangja)                            | 1 epizód                                                                 |
| 2012—2014 | Avatár: Korra legendája                          | The Legend of Korra                        | Tenzin (hangja)                         | - 42 epizód - magyar hangja:[forrás?] - Fazekas István                   |
| 2012—2014 | Négy férfi, egy eset                             | Men at Work                                | P.J. Jordan                             | 5 epizód                                                                 |
| 2012–2015 | A Pókember elképesztő kalandjai                  | Ultimate Spider-Man                        | J. Jonah Jameson (hangja)               | - 39 epizód - magyar hangja:[forrás?] - Rosta Sándor - Haás Vander Péter |
| 2013      | Városfejlesztési osztály                         | Parks and Recreation                       | Stice polgármester                      | 1 epizód                                                                 |
| 2013      |                                                  | Family Tools                               | Tony Shea                               | 10 epizód                                                                |
| 2013      | Marvel szuperhősök – Felturbózva                 | Lego Marvel Super Heroes: Maximum Overload | J. Jonah Jameson (hangja)               | különkiadás                                                              |
| 2013–2015 | Hulk és a Z.Ú.Z.D.A. ügynökei                    | Hulk and the Agents of S.M.A.S.H.          | J. Jonah Jameson (hangja)               | 10 epizód                                                                |
| 2013–2015 | Bosszúállók újra együtt                          | Avengers Assemble                          | J. Jonah Jameson (hangja)               | - 4 epizód - magyar hangja:[forrás?] - Dézsy Szabó Gábor                 |
| 2014      |                                                  | Chozen                                     | Gary Cullens (hangja)                   | 1 epizód                                                                 |
| 2014      |                                                  | Growing Up Fisher                          | Mel Fisher                              | főszereplő (13 epizód)                                                   |
| 2014–2020 | BoJack Horseman                                  | BoJack Horseman                            | Lenny Turtletaub (hangja)               | 13 epizód                                                                |
| 2015      |                                                  | What Lives Inside                          | Benjamin "Pops" Delaney                 | 2 epizód                                                                 |
| 2015      |                                                  | Farmers Insurance: Monster Foot            | Burke                                   | tévéfilm                                                                 |
| 2015      |                                                  | Saturday Night Live: Cut for Time          | nagypapa                                | 1 epizód                                                                 |
| 2015      |                                                  | Major Lazer                                | Whitewall elnök (hangja)                | 2 epizód                                                                 |
| 2015–2016 | Rejtélyek városkája                              | Gravity Falls                              | Stanford Pines (hangja)                 | - főszereplő - magyar hangja:[forrás?] - Várkonyi András                 |
| 2016      | Archer                                           | Archer                                     | Bob Harris nyomozó (hangja)             | 1 epizód                                                                 |
| 2017      |                                                  | SuperMansion                               | önmaga (hangja)                         | 1 epizód                                                                 |
| 2017      | SpongyaBob Kockanadrág                           | SpongeBob SquarePants                      | Maestro Mackerel (hangja)               | 1 epizód                                                                 |
| 2017–2019 | Képmás                                           | Counterpart                                | Howard Silk / Howard Silk Prime         | - főszereplő - magyar hangja:[forrás?] - Barbinek Péter                  |
| 2017–2019 |                                                  | No Activity                                | Leo                                     | 4 epizód                                                                 |
| 2018      |                                                  | Farmers Insurance: Vengeful Vermin         | Burke professzor                        | tévéfilm                                                                 |
| 2019      | Veronica Mars                                    | Veronica Mars                              | Clyde Pickett                           | 7 epizód                                                                 |
| 2019      |                                                  | Brockmire                                  | Matt "The Bat" Hardesty                 | 4 epizód                                                                 |
| 2019–2021 |                                                  | TheDailyBugle.net                          | J. Jonah Jameson                        | főszereplő                                                               |
| 2020      |                                                  | The Stand                                  | Starkey tábornok                        | 1 epizód                                                                 |
| 2020      |                                                  | Home Movie: The Princess Bride             | nagypapa                                | 1 epizód                                                                 |
| 2020      | Van rá magyarázat: A koronavírus                 | Coronavirus, Explained                     | narrátor                                | 1 epizód                                                                 |
| 2020      | Jacob védelmében                                 | Defending Jacob                            | Billy Barber                            | 5 epizód                                                                 |
| 2020      | Brooklyn 99 – Nemszázas körzet                   | Brooklyn Nine-Nine                         | Frank Dillman                           | 1 epizód                                                                 |
| 2021      | Góliát                                           | Goliath                                    | George Zax                              | 8 epizód                                                                 |
| 2021      |                                                  | Infinity Train                             | Pig Baby / Pig Toddler (hangja)         | 3 epizód                                                                 |
| 2021      | É-szakik                                         | The Great North                            | Tusk Johnson (hangja)                   | 1 epizód                                                                 |
| 2021–     | Legyőzhetetlen                                   | Invincible                                 | Nolan Grayson / Mindenember(hangja)     | főszereplő                                                               |
| 2022      | Éjszakai ég                                      | Night Sky                                  | Franklin York                           | 8 epizód                                                                 |
| 2023      | Legyőzhetetlen: Atom Eve                         | Invincible: Atom Eve                       | Nolan Grayson / Mindenember (hangja)    | tévéfilm                                                                 |
| 2024      |                                                  | American Masters                           | Edward Hopper (hangja)                  | 1 epizód                                                                 |
| 2024      |                                                  | Die Hart                                   | Jackson Pepper                          | 7 epizód                                                                 |

### Videójáték
| Év   | Cím                            | Szerep                   |
| ---- | ------------------------------ | ------------------------ |
| 2007 | Spider-Man 3                   | J. Jonah Jameson         |
| 2008 | Command & Conquer: Red Alert 3 | Howard T. Ackerman elnök |
| 2011 | Portal 2                       | Cave Johnson             |
| 2014 | The Legend of Korra            | Tenzin                   |
| 2022 | Aperture Desk Job              | Cave Johnson             |
| 2023 | Baldur's Gate 3                | Ketheric Thorm           |

## Díjak és jelölések
- Jelölés — Screen Actors Guild Award, szereplőgárda kiemelkedő alakítása drámai sorozatban (A főnök, 2006)
- Jelölés — Chlotrudis Award, legjobb férfi mellékszereplő (Juno, 2007)
- Jelölés — Critics Choice Award, legjobb szereplőgárda (Juno, 2007)
- Jelölés — Screen Actors Guild Award, szereplőgárda kiemelkedő alakítása drámai sorozatban (A főnök, 2008)
- Elnyert — Central Ohio Film Critics Association, legjobb szereplőgárda (Egek ura, 2009)
- Jelölés — Critics Choice Award, legjobb szereplőgárda (Egek ura, 2009)
- Jelölés — Washington D.C. Area Film Critics Association, legjobb szereplőgárda (Egek ura, 2009)
- Jelölés — Screen Actors Guild Award, szereplőgárda kiemelkedő alakítása drámai sorozatban (A főnök, 2009)
- Jelölés — Screen Actors Guild Award, szereplőgárda kiemelkedő alakítása drámai sorozatban (A főnök, 2010)
- Jelölés — Screen Actors Guild Award, szereplőgárda kiemelkedő alakítása drámai sorozatban (A főnök, 2011)
- Elnyert — Austin Film Critics Association díj, legjobb mellékszereplő színész (Whiplash, 2014)
- Elnyert — Boston Society of Film Critics díj, legjobb mellékszereplő színész (Whiplash, 2014)
- Elnyert — Chicago Film Critics Association díj, legjobb mellékszereplő színész (Whiplash, 2014)
- Elnyert — Dallas–Fort Worth Film Critics Association díj, legjobb mellékszereplő színész (Whiplash, 2014)
- Elnyert — Detroit Film Critics Society díj, legjobb mellékszereplő színész (Whiplash, 2014)
- Elnyert — Florida Film Critics Circle díj, legjobb mellékszereplő színész (Whiplash, 2014)
- Elnyert — Georgia Film Critics Association díj, legjobb mellékszereplő színész (Whiplash, 2014)
- Elnyert — Indiana Film Journalists Association díj, legjobb mellékszereplő színész (Whiplash, 2014)
- Elnyert — Las Vegas Film Critics Society díj, legjobb mellékszereplő színész (Whiplash, 2014)
- Elnyert — Los Angeles Film Critics Association díj, legjobb mellékszereplő színész(Whiplash, 2014)
- Elnyert — National Society of Film Critics díj, legjobb mellékszereplő színész (Whiplash, 2014)
- Elnyert — New York-i Filmkritikusok Egyesülete díj, legjobb mellékszereplő színész (Whiplash, 2014)
- Elnyert — New York Film Critics Online díj, legjobb mellékszereplő színész (Whiplash, 2014)
- Elnyert — Palm Springs International Film Festival, Spotlight Award (Whiplash, 2014)
- Elnyert — Phoenix Film Critics Society díj, legjobb mellékszereplő színész (Whiplash, 2014)
- Elnyert — Southeastern Film Critics Association díj, legjobb mellékszereplő színész (Whiplash, 2014)
- Elnyert — St. Louis Gateway Film Critics Association díj, legjobb mellékszereplő színész (Whiplash, 2014)
- Elnyert — Toronto Film Critics Association díj, legjobb mellékszereplő színész (Whiplash, 2014)
- Elnyert — Utah Film Critics Association díj, legjobb mellékszereplő színész (Whiplash, 2014)
- Elnyert — Vancouver Film Critics Circle díj, legjobb mellékszereplő színész (Whiplash, 2014)
- Elnyert — Village Voice Film Poll díj, legjobb mellékszereplő színész (Whiplash, 2014)
- Elnyert — Washington D.C. Area Film Critics Association díj, legjobb mellékszereplő színész (Whiplash, 2014)
- Jelölés — Online Film Critics Society díj, legjobb mellékszereplő színész (Whiplash, 2014)
- Jelölés — San Diego Film Critics Society díj, legjobb mellékszereplő színész (Whiplash, 2014)
- Jelölés — San Francisco Film Critics Circle díj, legjobb mellékszereplő színész (Whiplash, 2014)
- Elnyert — Golden Globe-díj, legjobb mellékszereplő színész (Whiplash, 2015)
- Elnyert — Denver Film Critics Society díj, legjobb mellékszereplő színész (Whiplash, 2015)
- Elnyert — Houston Film Critics Society díj, legjobb mellékszereplő színész (Whiplash, 2015)
- Elnyert — Critics' Choice Movie Award, legjobb mellékszereplő színész (Whiplash, 2015)
- Elnyert — Australian Academy of Cinema and Television Arts Award, legjobb mellékszereplő színész (Whiplash, 2015)
- Elnyert — Oscar-díj, legjobb mellékszereplő színész (Whiplash, 2015)
- Elnyert — BAFTA-díj, legjobb mellékszereplő színész (Whiplash, 2015)
- Elnyert — Film Independent Spirit Award, legjobb mellékszereplő színész (Whiplash, 2015)
- Elnyert — London Film Critics' Circle díj, legjobb mellékszereplő színész (Whiplash, 2015)
- Elnyert — Satellite Award, legjobb mellékszereplő színész (Whiplash, 2015)
- Elnyert — Screen Actors Guild Award, legjobb mellékszereplő színész (Whiplash, 2015)
- Jelölés — Oscar-díj, legjobb mellékszereplő színész (Az élet Ricardoéknál, 2022)
- Jelölés — Primetime Emmy-díj a legjobb előadónak (rövid formátumú vígjáték- vagy drámasorozatban) (Die Hart, 2025)

## Fordítás
- Ez a szócikk részben vagy egészben  a   J. K. Simmons című angol Wikipédia-szócikk fordításán alapul.  Az eredeti cikk szerkesztőit annak laptörténete sorolja fel. Ez a jelzés csupán a megfogalmazás eredetét és a szerzői jogokat jelzi, nem szolgál a cikkben szereplő információk forrásmegjelöléseként.